# Les Poissons
Les poissons è un dipinto a olio su tela realizzato intorno al 1917 dal pittore Pierre-Auguste Renoir. È conservato alla Fondazione Magnani-Rocca come parte della collezione permanente di Luigi Magnani.
Il quadro fa parte della produzione della maturità artistica di Renoir ed è una delle rare opere dell'autore visibile in una collezione italiana .